# French Island
French Island és una concentració de població designada pel cens dels Estats Units a l'estat de Wisconsin. Segons el cens del 2000 tenia 4.410 habitants.

## Demografia
Segons el cens del 2000, French Island tenia 4.410 habitants, 1.754 habitatges, i 1.266 famílies. La densitat de població era de 851,4 habitants per km².
Dels 1.754 habitatges en un 31,4% hi vivien nens de menys de 18 anys, en un 60,7% hi vivien parelles casades, en un 7,8% dones solteres, i en un 27,8% no eren unitats familiars. En el 21,6% dels habitatges hi vivien persones soles el 6,6% de les quals corresponia a persones de 65 anys o més que vivien soles. El nombre mitjà de persones vivint en cada habitatge era de 2,51 i el nombre mitjà de persones que vivien en cada família era de 2,93.
Per edats la població es repartia de la següent manera: un 23,8% tenia menys de 18 anys, un 8,4% entre 18 i 24, un 27,3% entre 25 i 44, un 28,9% de 45 a 60 i un 11,6% 65 anys o més.
L'edat mediana era de 40 anys. Per cada 100 dones de 18 o més anys hi havia 100,2 homes.
La renda mediana per habitatge era de 44.736 $ i la renda mediana per família de 55.439 $. Els homes tenien una renda mediana de 37.165 $ mentre que les dones 25.267 $. La renda per capita de la població era de 20.741 $. Aproximadament el 4,6% de les famílies i el 5,1% de la població estaven per davall del llindar de pobresa.

## Poblacions més properes
El següent diagrama mostra les poblacions més properes.